# Live at the Royal Albert Hall (album Adele)
Live at the Royal Albert Hall – album koncertowy Adele, wydany w listopadzie 2011 roku przez wydawnictwo XL Recordings na DVD/Blu-ray/CD. Album zawiera 17. kompozycji wokalistki nagranych podczas występu w Royal Albert Hall w Londynie.

## Lista utworów
Źródło
1. „Hometown Glory”
2. „I'll Be Waiting”
3. „Don't You Remember”
4. „Turning Tables”
5. „Set Fire to the Rain”
6. „If It Hadn't Been for Love”
7. „My Same”
8. „Take It All”
9. „Rumour Has It”
10. „Right as Rain”
11. „One & Only”
12. „Lovesong”
13. „Chasing Pavements”
14. „I Can't Make You Love Me”
15. „Make You Feel My Love”
16. „Someone Like You”
17. „Rolling in the Deep”

## Certyfikaty i sprzedaż
| Kraj                         | Certyfikat                 | Sprzedaż   |
| CD                           | CD                         | CD         |
| ---------------------------- | -------------------------- | ---------- |
| Brazylia (Pro-Música Brasil) | 2x diamentowa płyta        | 320 000+   |
| Hiszpania (Promusicae)       | złota płyta                | 20 000+    |
| Meksyk (AMPROFON)            | 2x platynowa + złota płyta | 150 000+   |
| Portugalia (AFP)             | złota płyta                | 7 500+     |
| Włochy (FIMI)                | złota płyta                | 30 000+    |
| DVD                          |                            |            |
| Australia (ARIA)             | 7x platynowa płyta         | 105 000+   |
| Brazylia (Pro-Música Brasil) | 6x diamentowa płyta        | 840 000+   |
| Francja (SNEP)               | złota płyta                | 5 000+     |
| Kanada (MC)                  | diamentowa płyta           | 100 000+   |
| Niemcy (BVMI)                | 4x platynowa płyta         | 200 000+   |
| Stany Zjednoczone (RIAA)     | 10 platynowa płyta         | 1 000 000+ |
| Wielka Brytania (BPI)        | 3x platynowa płyta         | 150 000+   |